# Naxaliten

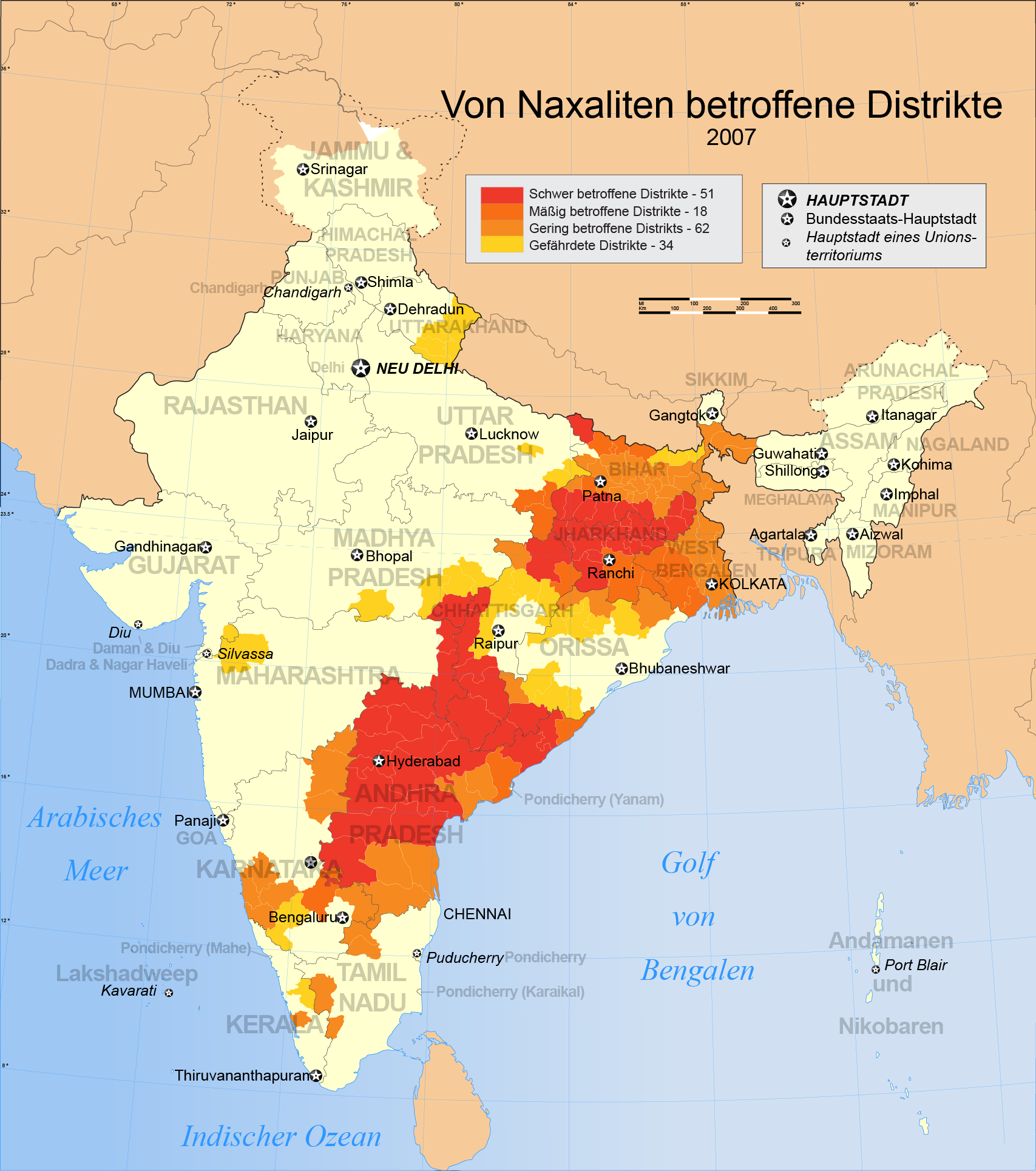
Indische Regionen mit naxalitischen Aktivitäten im Jahr 2007

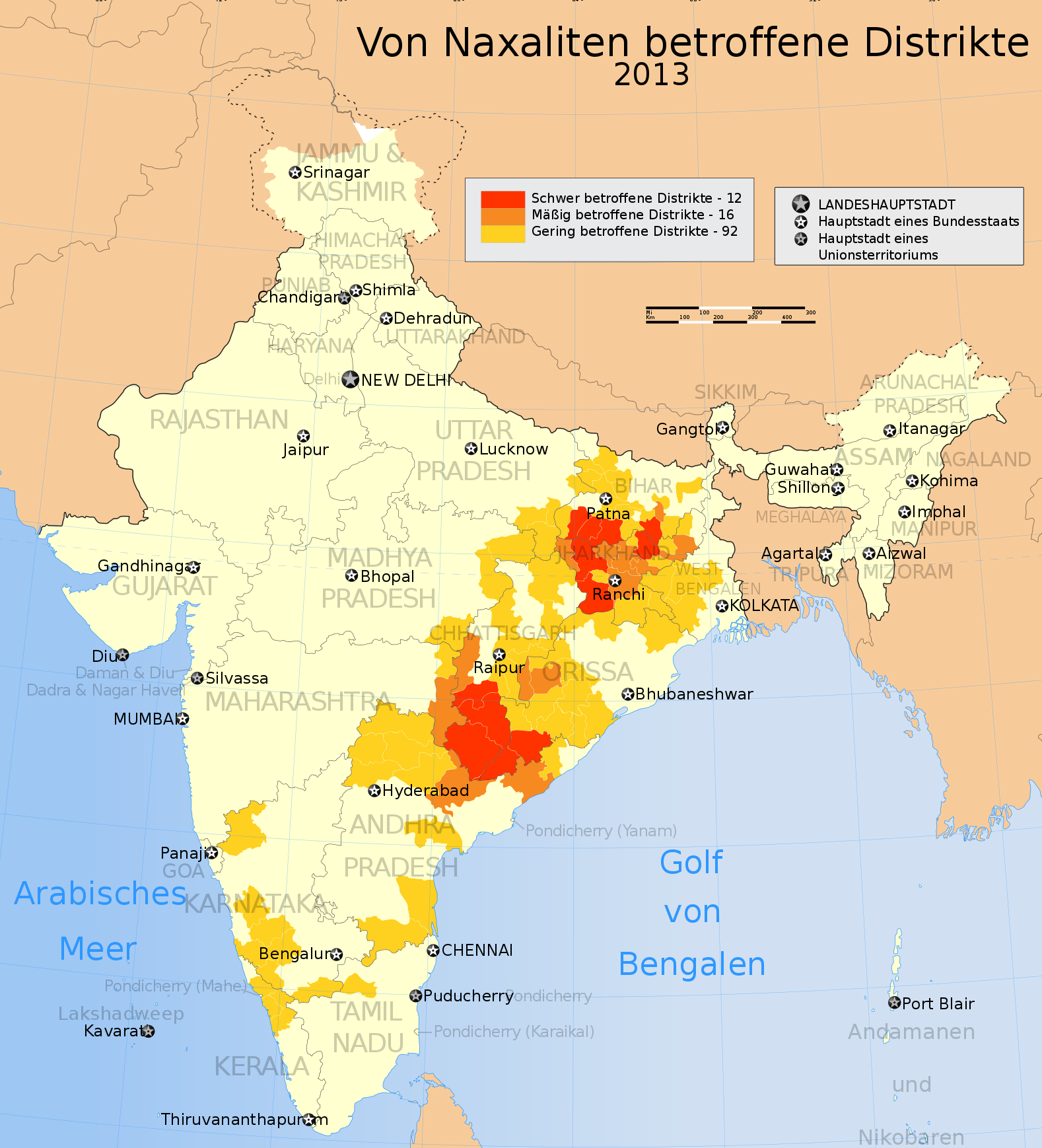
Indische Regionen mit naxalitischen Aktivitäten im Jahr 2013

Naxaliten ist die gängige Bezeichnung für maoistische Parteien, Bewegungen oder Aktivisten in Indien.

## Geschichte
Die Naxaliten entstanden in den späten 1960er Jahren und sind nach dem Ort Naxalbari im Distrikt Darjeeling in Westbengalen benannt. Dort fand 1967 unter der Führung einiger Mitglieder des linken Flügels der Communist Party of India (Marxist) – CPI(M) – ein Bauernaufstand statt, der von der Polizei niedergeschlagen wurde. Im selben Zeitraum fanden weitere Bauernaufstände statt, am wichtigsten war derjenige in Srikakulam, Andhra Pradesh. Hauptursachen für die Bauernaufstände waren die Konzentration des Landes in den Händen weniger Großgrundbesitzer, die im Wesentlichen aus der britischen Kolonialzeit herrührte, sowie die gesellschaftliche und ökonomische Diskriminierung nicht-hinduistischer „Ureinwohner“ und Stämme Indiens (Adivasis), durch die hinduistisch geprägte Gesellschaft mit ihrem Kastensystem. Außerdem gab es zum Teil Widerstand ansässiger Volksgruppen gegen Umsiedlungen, die wegen großer Bauprojekte durchgeführt wurden.
Die Hochphase der maoistischen Kämpfe war von 1967 bis 1972. In dieser Zeit wurden als wichtigste Organisationen der Naxaliten gegründet:
- 1968: das All-India Coordination Committee of (Communist) Revolutionaries, das mehr auf Basisarbeit ausgerichtet war (heute aufgelöst)
- 1969: die stärkere Communist Party of India (Marxist-Leninist) – CPI(ML), die zunächst den bewaffneten Kampf in den Vordergrund stellte

Die Gründungsmitglieder stammten meist aus der CPI(M).
Der Vorsitzende der CPI(ML), Charu Majumdar, propagierte die „Vernichtung des Klassenfeindes“ (annihilation of class enemy), was sich vor allem in zahlreichen Anschlägen auf Großgrundbesitzer, Beamte und Angehörige der Polizei äußerte. 1972 wurde Majumdar festgenommen und starb etwa zwei Wochen später im Gefängnis. Die Revolten wurden weitgehend von Polizei und Militär niedergeschlagen, naxalitische Aktivitäten gingen bis zum Ende der 1970er Jahre weitestgehend zurück.
Um 1980 gelang es verschiedenen Gruppen, die zumeist den Namen CPI(ML) führen, wieder Fuß zu fassen. Von der Vernichtungsstrategie hatten sich die meisten Gruppen mittlerweile losgesagt, der Schwerpunkt wurde auf Basisarbeit, d. h. vor allem auf den Aufbau von Organisationen der Bauern, Arbeiter, Studenten, Frauen und Adivasi, gelegt. Dabei können unter den ca. 20 größeren Naxalitenorganisationen zwei Hauptrichtungen unterschieden werden: Ein Teil der Bewegung hat sich inzwischen, ohne den revolutionären Anspruch aufzugeben, auf die Arbeit im legalen Rahmen bis hin zur Teilnahme an Wahlen konzentriert, ein anderer Teil verbindet die Basis- und Massenarbeit mit klassischen Guerillakampfmethoden.
Das indische Innenministerium schätzte den harten Kern der bewaffneten Naxaliten im Jahr 2004 auf ungefähr 9.300. Nach Judith Vidal-Hall bewegen sich aktuellere Aussagen über die zahlenmäßige Stärke der Gruppierung im Bereich von etwa 15.000. Neueste Schätzungen des indischen Geheimdienstes im Jahr 2009 sprachen von etwa 50.000 Mitgliedern und 20.000 bewaffneten Kämpfern.
Immer wieder erregten spektakuläre terroristische Aktionen die Aufmerksamkeit nicht nur der indischen, sondern der Weltöffentlichkeit. Bei einem Angriff von mehr als 350 maoistischen Kämpfern auf eine Einheit der indischen Bundespolizei im Bundesstaat Chhattisgarh am 6. April 2010 wurden mehr als 70 Polizisten getötet. Am 29. Mai 2010 töteten Naxaliten 26 Polizisten in einem Feuergefecht in Chhattisgarh. Ein schweres Zugunglück mit mindestens 70 Todesopfern auf der Bahnstrecke Mumbai-Kolkata am 28. Mai 2010 wurde durch die indischen Behörden auf einen Naxaliten-Anschlag zurückgeführt. Bei einem Naxaliten-Angriff auf eine Wagenkolonne der regierenden Kongresspartei im Bundesstaat Chhattisgarh am 26. Mai 2013 starben mindestens 23 Menschen und mindestens 30 wurden verletzt. Der Premierminister Manmohan Singh nannte in einer Reaktion auf den Anschlag die Naxaliten die größte innere Sicherheitsbedrohung Indiens. Der Anschlag wird von Teilen der Naxaliten-Bewegung als anarchistisch abgelehnt.
Seit ungefähr 2007 haben die Aktivitäten der indischen Sicherheitskräfte gegen die Naxaliten stark zugenommen. Doch in den Bundesstaaten Chhattisgarh und Jharkhand sowie in einigen andern Teilen Zentral- und Ostindiens sind die Naxaliten immer noch stark.

## Bedeutende Naxalitenorganisationen
- Communist Party of India (Marxist-Leninist): 2005 aus der Vereinigung von CPI(ML) [Kanu Sanyal] und CPI(ML) Red Flag hervorgegangen, kombiniert legale und illegale Kampfformen, war mit einem Abgeordneten im Parlament von Bihar vertreten.
- Communist Party of India (Maoist): Ging 2004 aus der Vereinigung von CPI(ML) People’s War Group (um 1980 gegründet, Schwerpunkt in den Adivasi-Regionen in Andhra Pradesh) und Maoist Communist Centre of India (Schwerpunkt im Süden von Bihar und in Jharkhand), verfolgen als Volkskrieg bezeichnete klassische maoistische Guerillastrategie kombiniert mit dem Aufbau von Vorfeldorganisationen, Gute Beziehungen zur Communist Party of Nepal (Maoist) in Nepal, 2004 gescheiterte Friedensverhandlungen mit der indischen Regierung. Die CPI(Maoist) ist für diverse Übergriffe (bis hin zu Morden) auf Polizisten und Anhänger konkurrierender (auch maoistischer) Parteien verantwortlich. Der CPI(Maoist) steht das All India People’s Resistance Forum nahe, ein nicht unbedeutender Zusammenschluss von Bauern-, Menschenrechts-, Frauenorganisationen, Gewerkschaften und NGOs.
- Communist Party of India (Marxist-Leninist) Janashakti: 1992 als Zusammenschluss von sieben kleineren Gruppen gegründet, Schwerpunkt in Andhra Pradesh, gewann dort bei den Wahlen (bei der die Partei 13 aufgrund der Illegalität offiziell als „parteilos“ auftretende Kandidaten aufstellte) 1994 einen Sitz im Regionalparlament, Ende der 1990er Jahre stärkere Orientierung auf bewaffnete Untergrundarbeit, 2004 erfolglose Friedensgespräche mit der Regionalregierung.

Nicht zu den Naxaliten werden die primär nationalistisch motivierten, maoistisch inspirierten Bewegungen im Nordosten Indiens wie die United Liberation Front of Asom, der National Socialist Council of Nagaland in Nagaland oder die People’s Revolutionary Party of Kangleipak in Manipur gezählt.